# Майколь
Майко́ль (каз. Майкөл) — село у складі Костанайського району Костанайської області Казахстану. Адміністративний центр Майкольського сільського округу.
Населення — 965 осіб (2021; 1210 у 2009, 1214 у 1999, 1783 у 1989).